# Höfen (Rattelsdorf)
Höfen is een plaats in de Duitse gemeente Rattelsdorf, deelstaat Beieren, en telt 250 inwoners (2005).